# Haagse paardentram
Haagse paardentram is een verzamelnaam voor de paardentrams die van 25 juni 1864 tot 4 maart 1907 hebben gereden op diverse tramlijnen in en rond Den Haag, in het gebied dat tegenwoordig regio Haaglanden heet.

## Inleiding
Sinds 1829 reden al paarden-omnibussen naar Scheveningen. Deze lijn was lucratief, maar ook oncomfortabel. Een paardentram zou dat verhelpen, omdat die op rails reed.

Op 5 april 1859 werd door de Haagse gemeenteraad het door de Hagenaar Cornelis Soetens ingediende verzoek besproken voor verlening van een concessie voor de aanleg van een paardentram tussen het centrum van Den Haag en het Haagse stadsdeel Scheveningen. Hoewel deze aanvraag werd geweigerd, gaf Soetens de moed niet op en na vijf vergeefse pogingen werd op 29 april 1862 de concessie verleend. Soetens slaagde er vervolgens niet in de verplichte borgsom bij elkaar te krijgen, en daarom besloot de gemeenteraad op 1 december 1862 om hem deze concessie weer te ontnemen.
Vervolgens sprongen anderen in het ontstane gat. Op basis van de aan Soetens verleende concessie werd op 7 juli 1863 aan een aantal particulieren het recht verleend voor de duur van 20 jaar de gevraagde paardentramlijn aan te leggen en te exploiteren. Het idee was een ringlijn aan te leggen tussen de Plaats in Den Haag en het Badhuis in Scheveningen, waarbij op een enkelsporig traject de ene route via de Oude Scheveningseweg zou lopen en de andere via de Koninginnebrug in het gehucht Wittebrug. Daartoe werd op 21 maart 1864 de Nederlandsche Railroute-Maatschappij, ook wel bekend onder de naam The Dutch Tramway Company (DTC) opgericht, die al op 23 juni 1864 de officiële opening van de eerste paardentramlijn in Nederland en omringende landen kon laten plaatsvinden. Twee dagen daarna werd de lijn ook voor het publiek geopend. Van de lijn werd ook door visverkopers en -verkoopsters tegen gereduceerd tarief gebruik gemaakt. Door geldgebrek kwam deze maatschappij niet verder dan de aanleg van twee lijnen. Het was een Brits initiatief, en er lag dan ook Engelse rails, en er reden Engelse rijtuigen met Engelse "koetsiers". 
De eveneens aan Soetens verleende interlokale concessie werd geëxploiteerd door een concurrerend bedrijf, de Algemeene Nederlandsche Railroute-Maatschappij (ANRM), dat op 25 juni 1866 een paardentramlijn van Den Haag naar Delft instelde. Dit was de eerste interlokale tramlijn in Nederland, de latere en huidige tramlijn 1. Dit bedrijf bezat zogenaamde railroaders, die, zoals de naam al aangeeft, zowel van rails als van de weg gebruik konden maken, waarbij de railroaders in plaats van op de rails, in de railgroeven reden. Er werd gebruik gemaakt van Frans kapitaal, Franse rijtuigen en Franse paarden. De toegepaste railwijdte was 1520 mm. Deze lijn had geen keerlussen; daar reed men om te keren even uit de rails. Hetzelfde gebeurde bij de spoorwegovergang bij het Rijswijkseplein en de Hoornbrug. Desgewenst reed men zonder van rails gebruik te maken bij avondvoorstellingen door tot aan het Toernooiveld bij de Koninklijke Schouwburg; de bijnaam voor de bij deze rit gebruikte wagens was Komediewagen. Soms werd ook naar Scheveningen gereden. Er waren dan wel vier in plaats van twee paarden voor nodig om de zware, hoge wagens (met een dak etage!) te trekken. 
Het rail-road-principe zou in de wereld nog vaker worden toegepast en bestaan er hedendaagse versies van.
Op 4 juni 1867 werd de Haagsche Tramway Maatschappij opgericht, die vervolgens alle activiteiten overnam van de DTC. Door wanbeheer was dit bedrijf genoodzaakt op 16 oktober 1873 zijn activiteiten over te dragen aan de Société Anonyme des Tramways de La Haye (TH), een in Brussel gevestigd bedrijf.
De TH nam de paardentramdienst voortvarend ter hand. Tarieven werden verlaagd, frequenties verhoogd en nieuwe lijnen ingesteld.
De ANRM werd door financiële problemen gedwongen op 1 december 1874 de Delftse lijn te sluiten. In het daaropvolgende jaar werd de ANRM failliet verklaard, en uit de failliete boedel nam de TH de concessie van de Delftse lijn over. Na modernisering, door onder meer de spoorwijdte naar normaalspoor te brengen en rails in het wegdek van de Hoornbrug te laten aanbrengen, werd op 20 januari 1877 deze lijn heropend.
Op 17 mei 1887 werd de concessie van de TH overgenomen door een nieuw opgericht bedrijf, de Haagsche Tramweg-Maatschappij (HTM), dat evenals de TH nog steeds in hoofdzaak steunde op Belgische financiers. De HTM kreeg een vernieuwde concessie voor een periode van 40 jaar, en zou ook in die periode het lokale tramverkeer in Den Haag exploiteren, waarvan de eerste 17 jaar als paardentram. De lijn naar Delft werd echter praktisch onmiddellijk omgezet in een stoomtram.
In 1890 werd een experiment opgezet met elektrische aandrijving. Een van de lijnen naar Scheveningen werd gedurende de zomer omgezet in een accutramlijn, en werd zodoende de eerste elektrisch aangedreven tramlijn in Nederland; op een experimenteel lijntje te Zandvoort in 1882 na. Ondanks dat de trambedrijven steeds veel vertragende tegenwerking ondervonden door de gemeenteraad, had Den Haag toch steeds een primeur in Nederland: paardentram, interlokale tram, stoomtram, en elektrische tram (accu).De paardentram was in 1864 zelfs de eerste in de Benelux.
Op 6 augustus 1904 ging de eerste Haagse tram rijden die voorzien was van elektrische tractie via de bovenleiding. Deze elektrische tram volgde het tracé van de paardentram lijn F / de zwarte lijn, die diezelfde dag werd opgeheven, en werd voortaan geëxploiteerd als tramlijn 9.

Alleen op deze ene dag waren in Den Haag vier tractie-vormen te zien: paard, stoom, accu, en bovenleiding. In de daaropvolgende jaren werden de andere paardentramlijnen geëlektrificeerd. Op 4 maart 1907 werd lijn D / de rood/geel/rode lijn als laatste lijn geëlektrificeerd.
De in Den Haag ingestelde paardentramlijnen bezaten een administratieve aanduiding met een letter, die niet op de voertuigen werd gevoerd. Bij het grote publiek waren de lijnen bekend door de kleur en de vorm van de richtingborden.

## Geschiedenis van de lijnen

### Lijn E / de rode lijn
De rode lijn werd als eerste Nederlandse paardentramlijn ingesteld op 25 juni 1864 op het traject Parkstraat – Sophialaan – Zeestraat – Oude Scheveningseweg – Keizerstraat – Wassenaarsestraat – Badhuis Scheveningen. De lijn was administratief bekend onder de letter E.
Al op 1 juli 1864 werd het Haagse eindpunt verlengd naar de Kneuterdijk. Op 12 juli 1876 werd dit eindpunt verplaatst naar de Vijverberg, en op 21 oktober 1881 naar het Plein. De route via de Zeestraat was op 24 oktober 1876 al vervangen door het tracé Alexanderstraat – Javastraat, en die via de Keizerstraat – Wassenaarsestraat op 23 augustus 1881 door het tracé Badhuisstraat – Badhuiskade. Op 16 juni 1887 vond nog een kleine trajectwijziging plaats waarbij het tracé aan het begin van de Oude Scheveningseweg werd vervangen door het tracé Alexanderplein – Timorstraat.
Deze oudste lijn werd als tweede lijn geëlektrificeerd; na lijn F / de zwarte lijn. Op 31 mei 1905 werd elektrische tractie via de bovenleiding ingevoerd. De lijn werd vanaf deze datum geëxploiteerd als tramlijn 8.

### Lijn F / de zwarte lijn
De zwarte lijn werd ingesteld op 16 juli 1864 op het traject Kneuterdijk – Vijverberg – Smidsplein – Nieuwe Uitleg – Kanonstraat – Koninginnegracht – Wittebrug – Badhuisweg – Badhuis Scheveningen. De lijn was administratief bekend onder de letter F. Zij werd in eerste instantie ongeregeld geëxploiteerd. Met de aanleg van deze lijn werd de geplande ringlijn voltooid. In de praktijk had deze ringlijn weinig betekenis: verreweg het meeste verkeer tussen Den Haag en Scheveningen verliep via lijn E.
Het Haagse eindpunt werd op 12 juli 1876 ingekort tot de Vijverberg, tegelijk met de komst van lijn E op deze plaats. Op 20 december 1876 werd een geregelde exploitatie ingesteld: in de winter op het traject Vijverberg – Sumatrastraat en in de zomer Vijverberg – Badhuis. Ook deze lijn werd op 21 oktober 1881 verlengd naar het Plein.
Van 16 oktober 1882 tot 15 mei 1883 werd lijn F met de lijnen A en B gecombineerd tot een nieuwe ringlijn, maar op een ander traject dan in de plannen van 1863 had gestaan: Hollands Spoor – Spui – Plein – Koninginnegracht – Laan Copes van Cattenburch – Noordwal – Boekhorststraat – Oranjeplein – Hollands Spoor. De combinatie voldeed niet en werd zodoende na een halfjaar opgeheven. Daarna werd de exploitatie van lijn F weer zelfstandig voortgezet.
In 1890 werd het tracé verlegd van de Badhuisweg naar de Nieuwe Parklaan. Vervolgens werd op het nieuwe traject de eerste elektrisch aangedreven tramlijn in Nederland geopend; stroomlevering vond plaats door middel van in de voertuigen geplaatste accubatterijen. Deze accutramexploitatie vond alleen 's zomers plaats; in de winter reed de paardentram op het traject Plein – Atjehstraat.
Op 6 augustus 1904 werd elektrische tractie via de bovenleiding ingevoerd. De lijn werd vanaf deze datum geëxploiteerd als tramlijn 9.

### De Delftse lijn
De paardentramlijn van Den Haag naar Delft werd op 25 juni 1866 ingesteld op het traject Huygensplein – Rijswijk – Haagpoort (Delft), waarbij tussen Rijswijk en Delft het tracé langs de Vliet voerde. Opvallend waren de van normaalspoor afwijkende spoorbreedte van 1524 mm, de gebruikte groefrails en de gebruikte voertuigen, zogenoemde railroaders, die in de railgroeven reden. De lijn was de eerste interlokale paardentramverbinding in Nederland.
De aanleg van de lijn verliep niet probleemloos. Op verscheidene punten op het tracé wilden autoriteiten geen toestemming verlenen rails aan te leggen. Dit kwam al direct aan het begin van het traject aan de orde, waar de spoorlijn Den Haag – Leiden, die destijds nog gelijkvloers liep, gekruist moest worden. Ook na het verlaten van Rijswijk doemde een probleem op bij de passage van de Hoornbrug. Deze problemen werden opgelost doordat de voertuigen zodanig waren uitgevoerd dat zij ook op hun wielen zonder rails konden rijden. Dat was ook de manier waarop het keerpunt in Delft werd genomen: er lag daar geen keerlus.
Ten gerieve van het Rijswijkse en Delftse publiek werd op schouwburgavonden een rijtuig ingezet dat tot het Huygensplein van de rails gebruikmaakte en daarna als omnibus verder reed naar de schouwburg. Na afloop van de voorstelling werd het publiek op dezelfde wijze weer naar huis gebracht.
In het begin van de jaren zeventig van de negentiende eeuw liep de belangstelling voor deze lijn geleidelijk aan terug. Als gevolg hiervan besloten de Franse financiers zich uit de onderneming terug te trekken.
De exploitatie werd gestaakt op 1 december 1874 en hervat op 20 januari 1877 nadat de nieuwe eigenaar, Société Anonyme des Tramways de La Haye (TH), de spoorbreedte had versmald tot normaalspoor, en uitgevoerd met 
groefrails voor flenswielen. Het Haagse eindpunt werd op 5 april 1877 verlengd naar de Kapelsbrug, en het Delftse op 9 mei 1880 naar de Rotterdammerpoort.
De paardentramlijn werd op 31 juli 1887 vervangen door een stoomtramlijn.

### Lijn A / de gele lijn
De gele lijn werd ingesteld op 30 maart 1877 op het traject Hollands Spoor – Wagenstraat – Spui – Kapelsbrug. De lijn was administratief bekend onder de letter A.
Het eindpunt Kapelsbrug werd op 18 oktober 1879 verlengd via het Plein naar het Tournooiveld, en op 21 oktober 1881 met het traject Denneweg – Frederikstraat – Nassauplein naar het nieuwe eindpunt Bankaplein.
Van 16 oktober 1882 tot 15 mei 1883 werd lijn A met de lijnen B en F gecombineerd tot een ringlijn. Daarna werd de exploitatie van lijn A weer zelfstandig voortgezet.
Op 24 november 1905 werd elektrische tractie via de bovenleiding ingevoerd. De lijn werd vanaf deze datum geëxploiteerd als tramlijn 1.

### Lijn D / de rood/geel/rode lijn
De rood/geel/rode lijn werd ingesteld op 26 mei 1880 op het traject Loosduinsebrug – Buitenhof. De lijn was administratief bekend onder de letter D.
Op 1 september 1880 werd de lijn verlengd door het Binnenhof en via het Plein naar de Rijnstraat (Rhijnspoorstation).
Op 1 oktober 1881 werd het tracé verlengd over de Bezuidenhoutseweg naar de Laan van Nieuw Oost-Indië. De zijtak naar de Rijnstraat werd op dezelfde dag gesloten, maar op 16 oktober 1882 weer in ere hersteld.
Op 21 juni 1887 werd het traject ingekort tot het Buitenhof. Het trajectdeel Buitenhof – Laan van Nieuw Oost-Indië werd overgenomen door de op dezelfde dag ingestelde lijn C.
Op 4 maart 1907 werd elektrische tractie via de bovenleiding ingevoerd. De lijn werd vanaf deze datum geëxploiteerd als tramlijn 4. Zij was tevens de laatste Haagse paardentramlijn die werd omgezet naar een elektrische tramlijn.

### Lijn B / de blauwe lijn
De blauwe lijn werd ingesteld op 19 augustus 1880 op het traject Hollands Spoor – Boekhorststraat – Vleerstraat – Noordwal – Anna Paulownastraat. De lijn was administratief bekend onder de letter B.
Het traject werd op 21 oktober 1881 verlengd over de Laan Copes van Cattenburch naar de Koninginnegracht.
Van 16 oktober 1882 tot 15 mei 1883 werd lijn B met de lijnen A en F gecombineerd tot een ringlijn. Daarna werd de exploitatie van lijn B weer zelfstandig voortgezet.
Op 15 oktober 1887 werd het tracé verlegd vanaf de Anna Paulownastraat via de Timorstraat – Malakkastraat – Celebesstraat – Billitonstraat naar het nieuwe eindpunt Atjehstraat/Kanaal.
Op 10 juli 1906 werd elektrische tractie via de bovenleiding ingevoerd. De lijn werd vanaf deze datum geëxploiteerd als tramlijn 2.

### Lijn BE / de rood/witte lijn
De rood/witte lijn werd ingesteld op 25 augustus 1880 op het traject Hollands Spoor – Noordwal – Oude Scheveningseweg – Badhuis Scheveningen. De lijn was administratief bekend onder de letteraanduiding BE. De lijn werd geëxploiteerd als een zomerlijn en was bedoeld ter ondersteuning van lijn E. Ook in de volgende jaren zou deze lijn een zomerlijn zijn.
Op 31 mei 1905 werd elektrische tractie via de bovenleiding ingevoerd. De lijn werd vanaf deze datum geëxploiteerd als tramlijn 13.

### Lijn C / de groene lijn
De groene lijn werd ingesteld op 21 juni 1887 op het traject Laan van Meerdervoort/Zoutmanstraat – Piet Heinstraat – Prinsestraat – Buitenhof - Binnenhof – Plein – Bezuidenhoutseweg – Laan van Nieuw Oost-Indië. De lijn was administratief bekend onder de letter C. Het trajectdeel Buitenhof – Laan van Nieuw Oost-Indië werd overgenomen van de op dezelfde dag ingekorte lijn D.
Op 29 augustus 1904 werd het eindpunt Laan van Meerdervoort/Zoutmanstraat verlengd over de Waldeck Pyrmontkade naar het Statenplein.
Op 18 maart 1906 werd elektrische tractie via de bovenleiding ingevoerd op het traject Groot Hertoginnelaan – Buitenhof, op 21 april van dat jaar gevolgd door het traject Buitenhof – Plein – Laan van Nieuw Oost-Indië. De lijn werd vanaf deze datum geëxploiteerd als tramlijn 3. Het trajectdeel Statenplein – Waldeck Pyrmontkade werd opgeheven.

## Vervanging door een elektrische tram
Bij de vervanging van de paardentram door een elektrische tram ging Den Haag niet over één nacht ijs. Reeds op 21 april 1895 werd het eerste verzoek hiertoe ontvangen van de HTM. Elektriciteit werd destijds als een gevaarlijke zaak beschouwd vol ongekende geheimen. Het college van B&W hield dan ook in eerste instantie, de stemming in de gemeenteraad kennende, een slag om de arm en benoemde een commissie om alle aspecten van de elektrificatie grondig te onderzoeken. Dit onderzoek duurde verscheidene jaren. Een element in de discussie was dat de raad de voorkeur gaf aan een exploiterend bedrijf dat 100% Nederlands eigendom was. Toen inderdaad een Nederlands consortium de meerderheid van de HTM-aandelen had verworven, ging de raad overstag. Uiteindelijk stelde het college van B&W in 1903/1904 een gedegen tramplan op, dat op 28 maart 1904 in de raad aan de orde kwam en met ruime meerderheid werd aanvaard. Toen op 17 mei 1904 ook de HTM met dit plan akkoord ging, was het vonnis over de Haagse paardentram geveld.
Delen van de paardentramtrajecten uit de negentiende eeuw zijn in de eenentwintigste eeuw nog steeds terug te vinden in het lijnennet van de HTM.